# Karhal
Karhal è una suddivisione dell'India, classificata come nagar panchayat, di 24.529 abitanti, situata nel distretto di Mainpuri, nello stato federato dell'Uttar Pradesh. In base al numero di abitanti la città rientra nella classe III (da 20.000 a 49.999 persone).

## Geografia fisica
La città è situata a 27° 0' 1 N e 78° 56' 29 E e ha un'altitudine di 135 m s.l.m..

## Società

### Evoluzione demografica
Al censimento del 2001 la popolazione di Karhal assommava a 24.529 persone, delle quali 12.810 maschi e 11.719 femmine. I bambini di età inferiore o uguale ai sei anni assommavano a 4.359, dei quali 2.409 maschi e 1.950 femmine. Infine, coloro che erano in grado di saper almeno leggere e scrivere erano 13.600, dei quali 7.827 maschi e 5.773 femmine.